# 伊志夫神社
伊志夫神社（いしふじんじゃ）は、静岡県賀茂郡松崎町石部（いしぶ）にある神社。

## 概要
松崎町の南西、石部(いしぶ)地区の南西山麓に鎮座している。
創建は不詳だが、同名の式内社である伊志夫神社（いしふじんじゃ）に比定され、『伊豆国神階帳』にも「従四位上 いしひの明神」と記されている古社である。
室町時代には「石火大明神」、江戸時代には「石部大明神」「三嶋大明神」と称されていた。
明治6年（1873年）に村社に列する。

## 祭神
- 大山祇神